# 本部港
本部港（もとぶこう）は、沖縄県国頭郡本部町にある港湾（地方港湾）である。港湾管理者は沖縄県。

## 概要
1975年（昭和50年）に開かれた沖縄国際海洋博覧会に際し、大型旅客船の接岸バースとして、また、那覇・伊江島からのホーバークラフトの連絡港として整備された。
本港地区には伊江島行きのフェリーのほか、那覇港と鹿児島港を結ぶ航路の寄港地のひとつでもある。
2017年1月31日、国土交通省が実施する「官民連携による国際クルーズ拠点形成」事業の実施港に選定された。クルーズ客船事業者と自治体が連携してクルーズ客船の拠点を開発するもので、スタークルーズを運航するゲンティン香港グループがCIQ機能を有する旅客ターミナルを整備、港湾管理者の沖縄県および国が岸壁を整備する。ゲンティン香港グループが整備する旅客ターミナルは他社にも供用されるが、県との合意の範囲内で岸壁の優先使用権が与えられる。2020年に運用を開始、運用当初は年間88回、2030年には104回の寄港を見込んでいる。また、2017年7月26日には、国土交通大臣により、港湾法第2条の3で定める国際旅客船拠点形成港湾に指定されている。
2015年度の発着数は8,796隻（7,149,795総トン）、利用客数は699,599人（乗船349,459人、下船350,140人）である。
一帯は2018年（平成21年）3月19日に他1港とともに沖縄初のみなとオアシスに登録していて、渡久地地区に所在する旅客ターミナル、土産店などが入居する「アジマーもとぶ」などを代表施設とするみなとオアシスもとぶとして交流拠点ともなっている。
2023年（令和5年）の台風6号では、クルーズ船対応バースが損壊したため、クルーズ船の入港が困難となった。

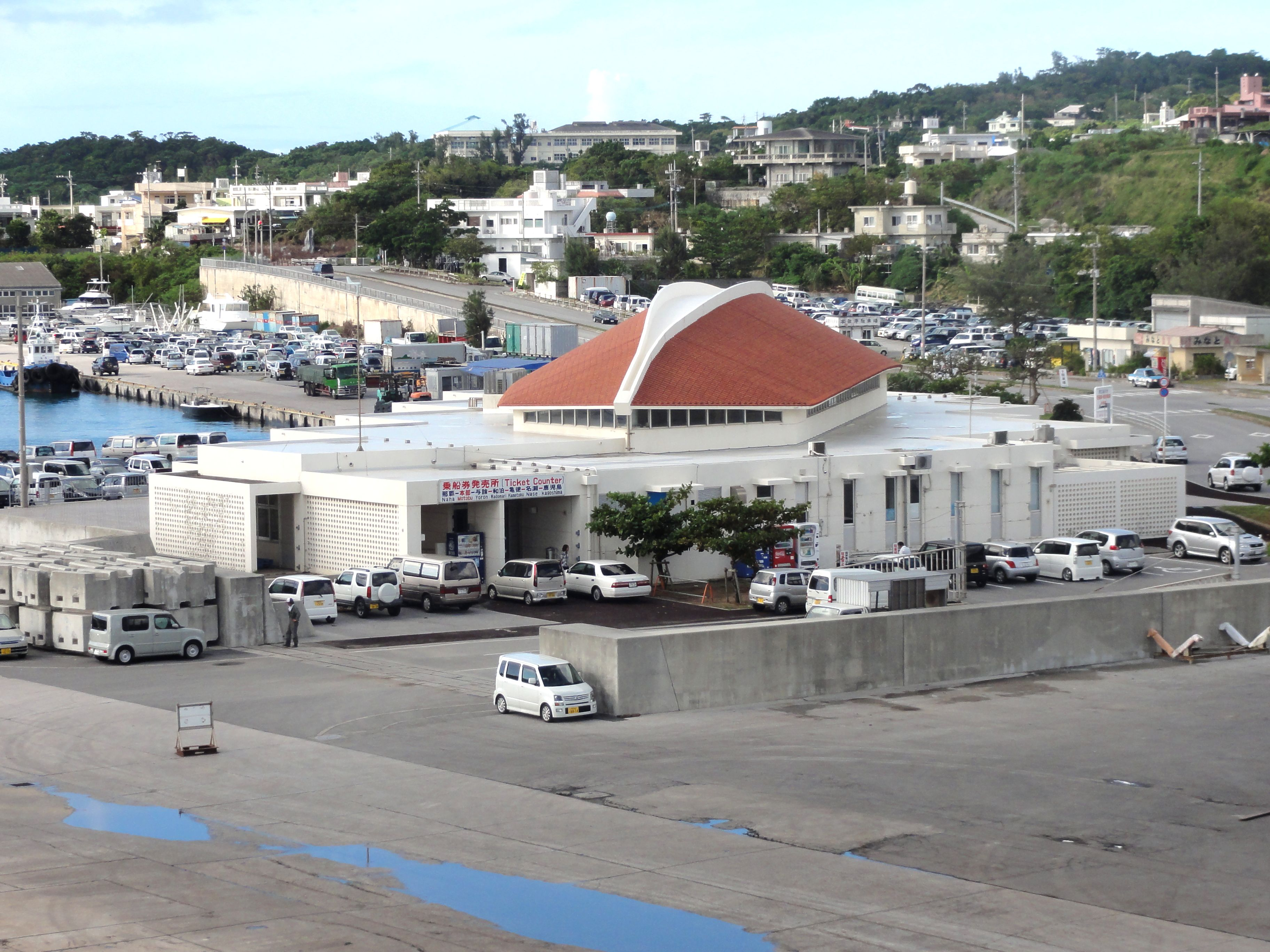
フェリー乗り場
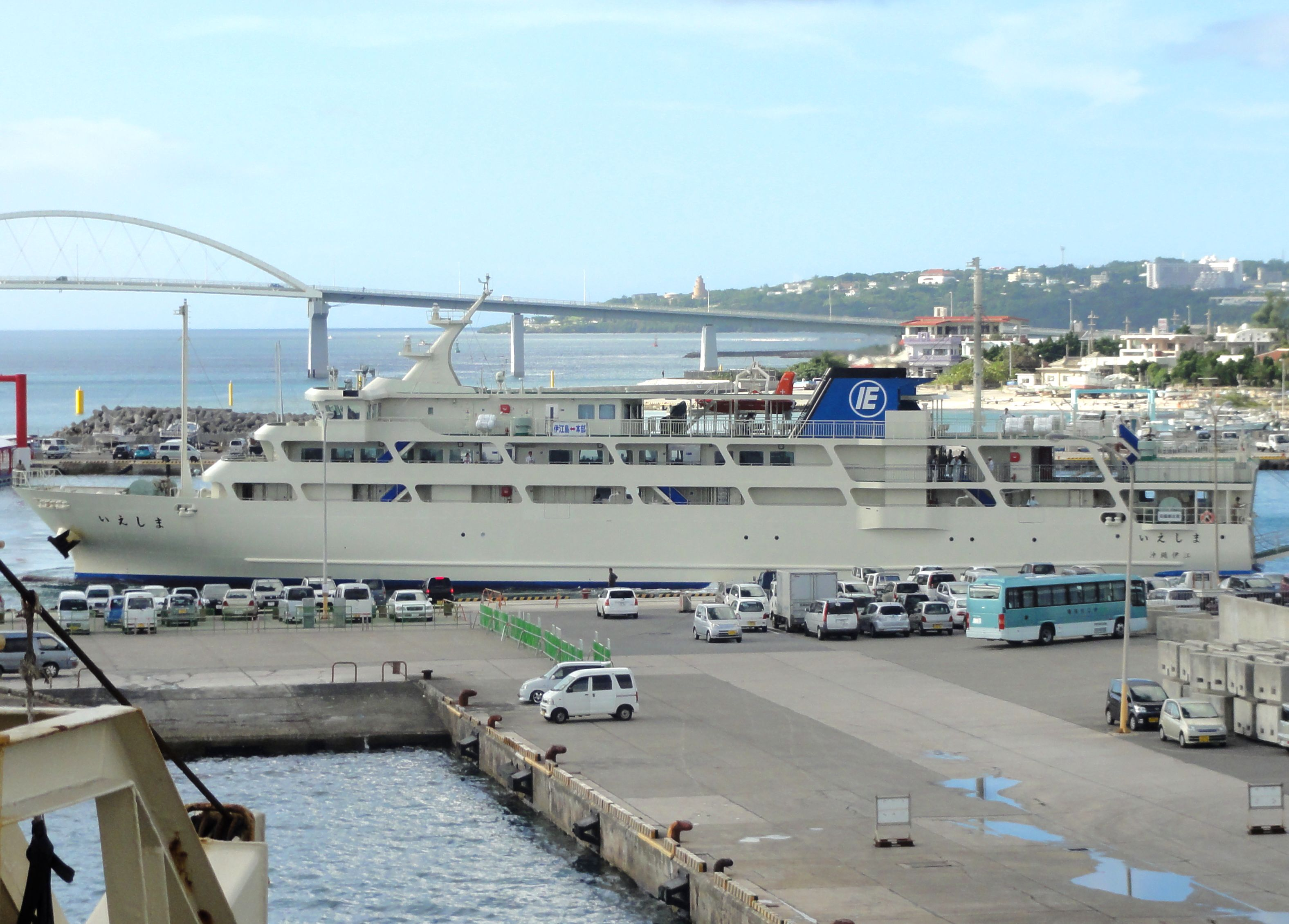
接岸する伊江村営フェリー

### 所在地
- 本港地区：沖縄県国頭郡本部町字崎本部5235
- 渡久地地区（渡久地港）：沖縄県国頭郡本部町字谷茶29

## 航路
旅客扱いを行う航路について記述する。

### 本港地区
マリックスライン・マルエーフェリー

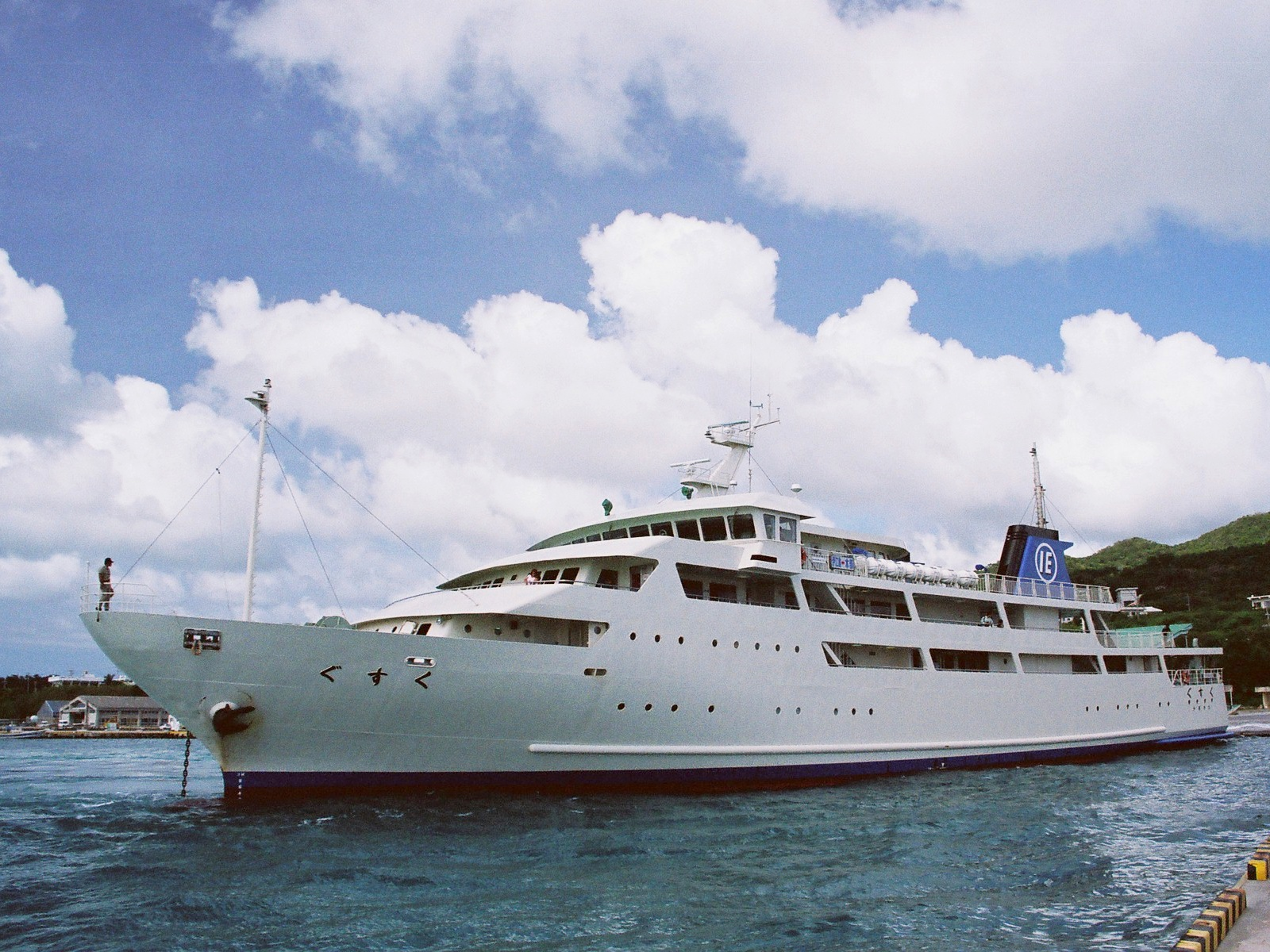
伊江村営フェリー「ぐすく」 - 本部港

- 那覇港（那覇ふ頭） - 本部港 - 与論港（与論島） - 和泊港（沖永良部島） - 亀徳港（徳之島） - 名瀬港（奄美大島） - 鹿児島新港

1日上下1便。2社で毎日運航。
伊江村営フェリー
- 本部港 - 伊江港（伊江島）

1日4往復。所要時間は30分。 ※多客期は5-8往復に増便

### 渡久地地区

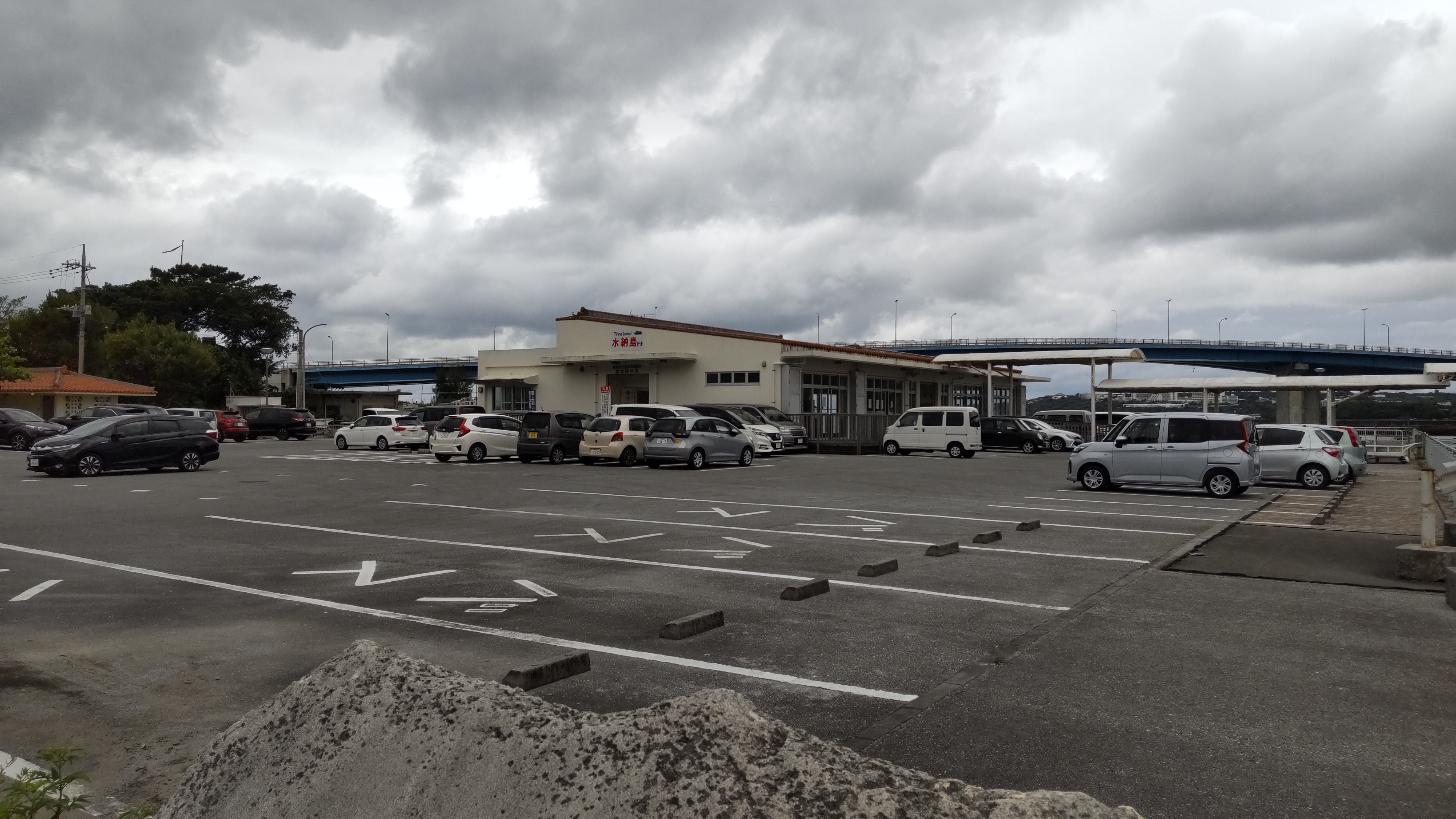
本部港渡久地地区
（渡久地港）

案内上は「渡久地港」と呼ばれる。
第一マリンサービス（高速船）「海からぐるっとExpress」
- 那覇港（泊ふ頭） - 名護・名護漁港 - 渡久地港

1日2往復、うち1往復名護へ寄港。
水納海運（高速船）
- 渡久地港 - 水納港（水納島）

1日3往復、多客期には最大12往復まで増便。

## アクセス

### 本港地区
路線バス
本港地区への最寄のバス停は「本部港」バス停。
名護バスターミナルから
（琉球バス交通・沖縄バス・那覇バス）
- 117番・高速バス（美ら海直行） 約25分。

（琉球バス交通・沖縄バス）
- 65番・本部半島（渡久地）線　約40分。
- 66番・本部半島（今帰仁）線　約1時間10分。

那覇空港　那覇バスターミナル（旭橋駅前）から
（琉球バス交通・沖縄バス・那覇バス）
- 117番・高速バス（美ら海直行）で、那覇空港から、約2時間。

那覇空港　県庁北口から
（やんばる急行バス）
- 888番・空港線 今帰仁方面行きで、那覇空港から、約2時間。

（沖縄エアポートシャトル）
- 恩納村経由美ら海水族館方面行き（リゾートライナー）で、那覇空港から、約2時間。

タクシー利用
名護バスターミナルから、約20分。

### 渡久地地区
渡久地港への最寄バス停は「谷茶」「渡久地港」バス停。
（琉球バス交通・沖縄バス）
名護バスターミナルから「谷茶」バス停
- 65番・本部半島（渡久地）線
- 66番・本部半島（今帰仁）線
- 70番・備瀬線
- 76番・瀬底線

瀬底島・古宇利島から「渡久地港」バス停
（やんばる急行バス）
- 四島線